# SS Germánicas

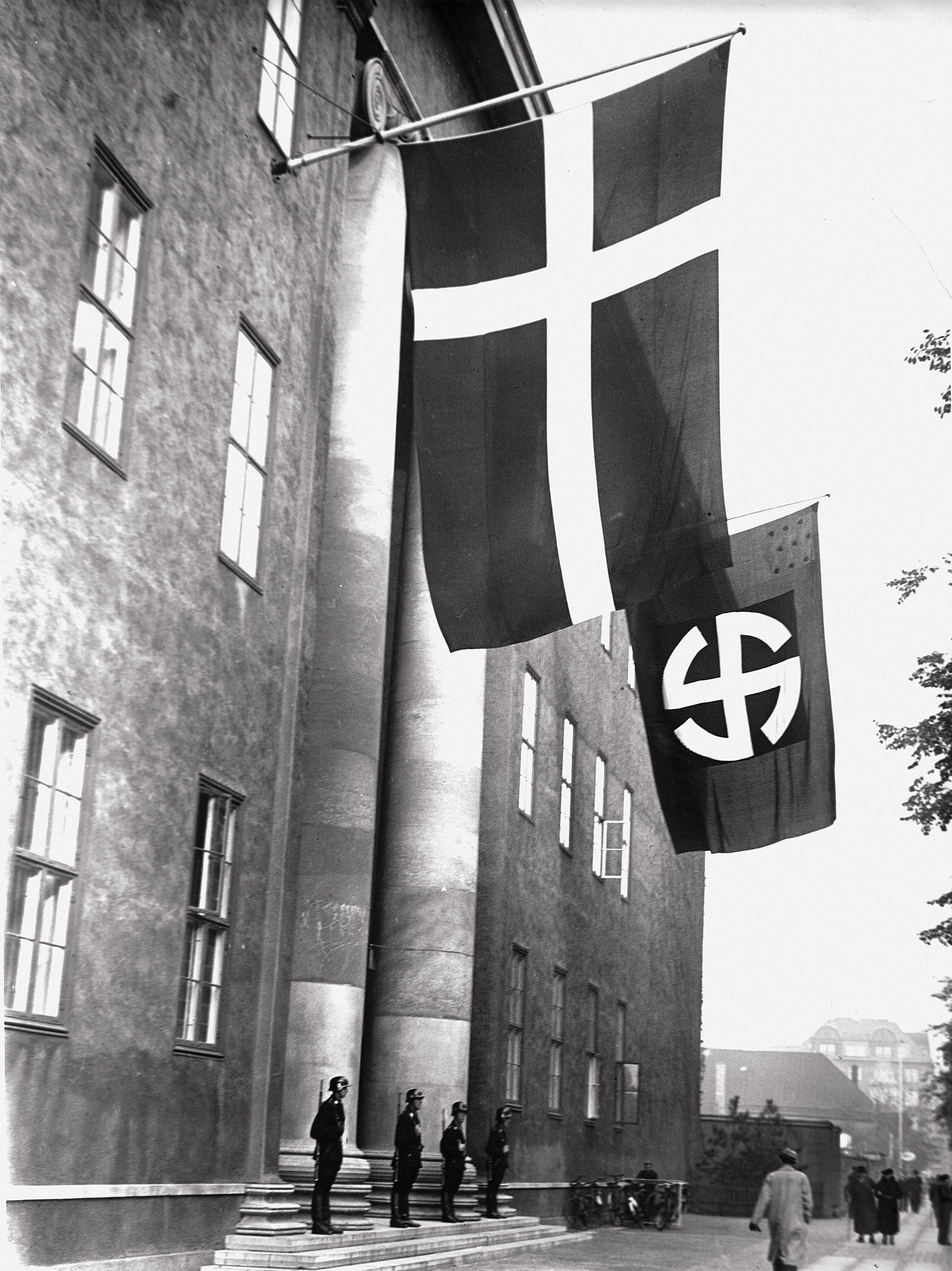
Sede del Cuerpo de Schalburg en Copenhague, Dinamarca, 1943.

Las SS Germánicas (en alemán: Germanische SS) fue el nombre colectivo dado a los grupos nórdicos de las SS que surgieron en la Europa ocupada entre 1939 y 1945. Las unidades se inspiraron en las Allgemeine SS en la Alemania nazi. Tales grupos existían en Noruega, Dinamarca, los Países Bajos y Bélgica, cuyas poblaciones eran consideradas por los ideólogos nazis "racialmente adecuados". Por lo general, servían como policía para seguridad local y aumentaban las unidades alemanas de la Gestapo, la Sicherheitsdienst (SD) y otros departamentos de la Oficina Central de Seguridad del Reich (RSHA).

## Orígenes
Antes de la guerra, tanto Dinamarca como Noruega tenían partidos fascistas. El Partido Nacional Socialista de los Trabajadores Daneses (Danmarks Nationalsocialistiske Arbejderparti; DNSAP) fue fundado en 1930, sin embargo, solo tenía tres escaños en el parlamento en 1939. En 1933, Vidkun Quisling era el líder de un partido político noruego, el Nasjonal Samling (NS, Unidad Nacional). Sin embargo, no fue efectivo como partido político hasta que el gobierno proalemán asumió el control después de que Noruega fuera conquistada. En ese momento, su policía estatal, abolida en 1937, fue restablecida para ayudar a la Gestapo en Noruega. En los Países Bajos, el Nationaal-Socialistische Beweging (Movimiento Nacional Socialista; NSB) tuvo mayor éxito antes de la guerra. El partido tenía el cuatro por ciento de los votos en las elecciones nacionales de 1937. Después de la ocupación en 1940, todos estos grupos trabajaron en sus respectivos países en apoyo de la Alemania nazi y se convirtieron en campos de reclutamiento para las Waffen-SS.
La idea nazi detrás de reclutar a personas germánicas adicionales en las SS proviene en cierta medida de la creencia völkisch, que consiste en la idea de que la patria ario-germánica original descansaba en Escandinavia y que, en un sentido racial-ideológico, la gente de allí o del vecino norte de Europa y sus regiones eran una reserva humana de sangre nórdica/germánica. La conquista de Europa occidental les dio a los alemanes, y especialmente a las SS, acceso a estos "reclutas potenciales" que se consideraban parte de la "familia germánica" más amplia. Cuatro de estas naciones conquistadas contaban con buenos pueblos germánicos según las estimaciones nazis (Dinamarca, Noruega, Países Bajos y Flandes). Himmler se refirió a las personas de estas tierras en términos de su idoneidad germánica como "blutsmässig unerhört wertvolle Kräfte" ("personas calificadas de sangre excepcional"). En consecuencia, algunos de ellos fueron reclutados para las SS y disfrutaron de los privilegios más altos, al igual que los trabajadores extranjeros de estas regiones, incluyendo el contacto sexual sin restricciones con mujeres alemanas. Ansiosos por expandir su influencia, fanáticos de los nazis, como el jefe de la Oficina Principal de las SS, Gottlob Berger consideraba a las SS germánicas como fundamentos para un floreciente Imperio Alemán.
La visión de Himmler para unas SS Germánicas comenzó con la idea de agrupar a los Países Bajos, Bélgica y el noreste de Francia en un estado germano-occidental llamado Burgundia que sería vigilado por las SS como un Estado tapón para la seguridad de Alemania. En 1940, la primera formación de las SS Germánicas apareció en Flandes como la Allgemeene SS Vlaanderen a la que se unieron dos meses después la neerlandesa Nederlandsche SS y en mayo de 1941 se formó la noruega Norges SS. La última nación en contribuir a las SS Germánicas fue Dinamarca, cuyo Germansk Korpet (más tarde llamado el Cuerpo de Schalburg) nació en abril de 1943. Para las SS, no pensaron en sus compatriotas en términos de fronteras nacionales, sino en términos de composición racial germánica, que conceptualmente conocían como Deutschtum, una idea mayor que trascendía las fronteras políticas tradicionales. Si bien el liderazgo de las SS previó una relación imperialista y semiautónoma para los países nórdicos/germánicos como Dinamarca, los Países Bajos y Noruega como co-portadores de un gran imperio germánico, Hitler se negó a otorgarles el mismo grado de independencia a pesar de la continua presión de miembros de las SS.

## Obligaciones
El propósito de las SS Germánicas era hacer cumplir la doctrina racial nazi, especialmente los ideales antisemitas. Por lo general, actuaron como policía de seguridad local y aumentaron las unidades alemanas de la Gestapo, la Sicherheitsdienst (SD) y otros departamentos principales de la Oficina Central de Seguridad del Reich (RSHA). Sus principales responsabilidades durante el tiempo de guerra fueron la eliminación de partisanos, las organizaciones subversivas y cualquier grupo que se opusiera a los ideales nazis. En otros casos, estas unidades extranjeras de las SS fueron empleadas por importantes empresas alemanas para distribuir propaganda de la causa nazi entre sus compatriotas y para controlar y controlar a los trabajadores. Sin embargo, la inclusión de otros pueblos germánicos fue parte del intento nazi de germanizar a Europa en el colectivo, y para ellos, la germanización implicó la creación de un imperio gobernado por pueblos germánicos a costa de otras razas.
Uno de los grupos más notorios fue en los Países Bajos, donde se contrató a las SS Germánicas para reunir a los judíos. De los 140,000 judíos que habían vivido en los Países Bajos antes de 1940, alrededor de 24,000 sobrevivieron a la guerra escondiéndose.  A pesar de su número relativamente pequeño, un total de 512 judíos de Oslo fueron perseguidos por la policía noruega y el Germanske SS Norge; Una vez capturados, fueron deportados a Auschwitz. Más judíos fueron detenidos en otros lugares, pero el número total de judíos noruegos capturados nunca llegó a mil en el transcurso de la guerra. Las SS planificaron medidas similares contra los judíos daneses que contabilizaron alrededor de 6,500, pero la mayoría logró esconderse o escapar a Suecia antes de que el representante alemán en Dinamarca, el general de las SS Werner Best, pudiera poner a su disposición las fuerzas de las SS y completar las redadas y deportaciones previstas.

## Organizaciones de lasGermanische SS

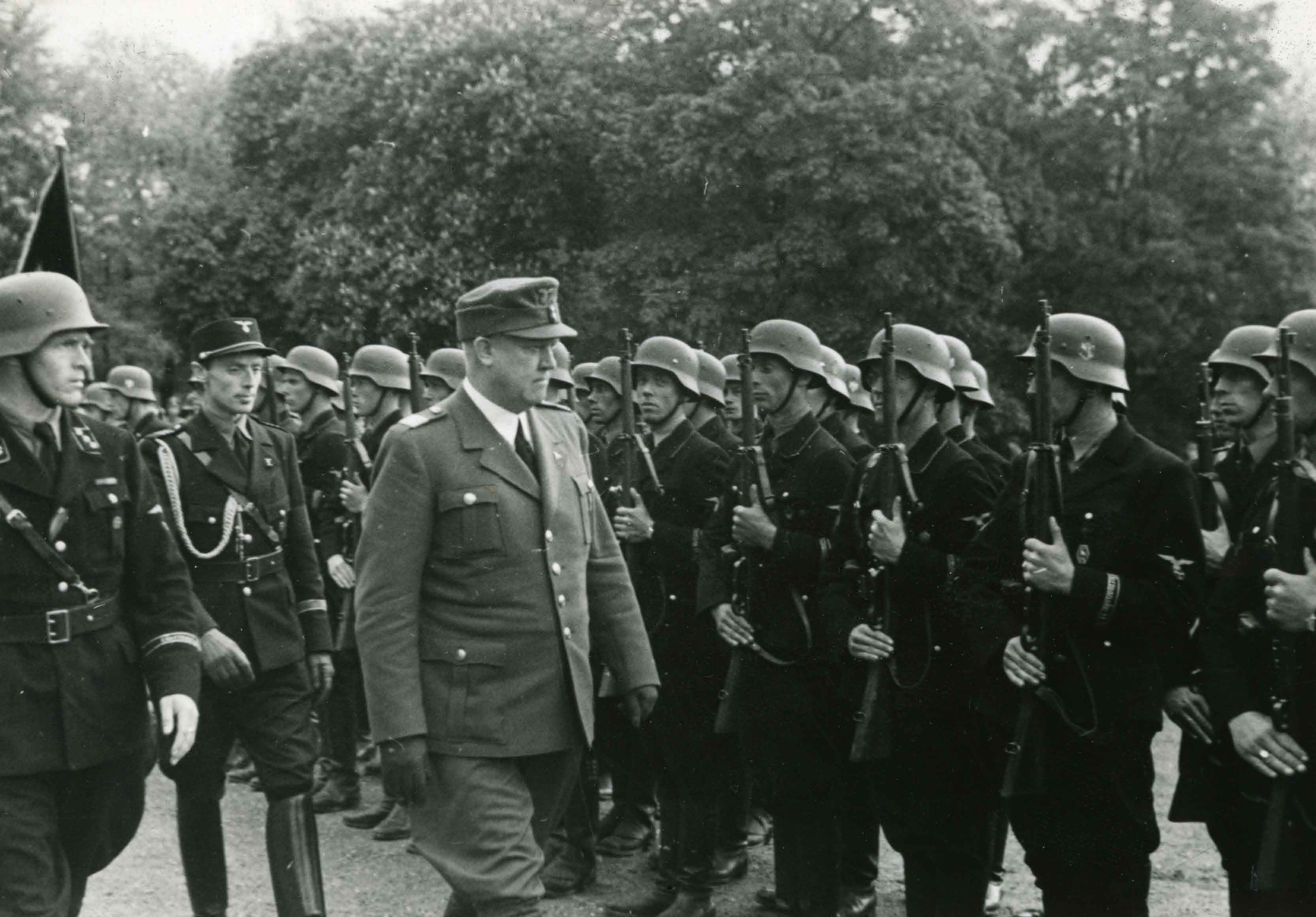
Vidkun Quisling inspeccionando las Germanske SS Norge en la Plaza del Palacio Real de Oslo.

En los siguientes países se organizaron destacamentos de las SS Germánicas:
- Países Bajos: Germaansche SS en Nederland (antes de 1942: Nederlandsche SS)
- Flandes (Bélgica): Germaansche SS in Vlaanderen (antes de 1942: Algemeene SS Vlaanderen) fue una de las primeras formaciones colaboracionistas en formar parte de las Germanische SS y, en 1943, se asoció con el partido político radical DeVlag. Extraoficialmente, Himmler quería utilizar la organización para penetrar en la Bélgica ocupada, que estaba bajo el control del gobierno militar de la Wehrmacht, no del partido ni de las SS.[8] Las SS-Vlaanderen también estaba acostumbrado a dotar de personal auxiliar a las unidades antijudías de los servicios de seguridad alemanes.[9]
- Noruega: Germanske SS Norge (antes de 1942: Norges SS) era una organización paramilitar establecida en Noruega en julio de 1942. La GSSN era al mismo tiempo una rama noruega de las Germanic SS, y una organización secundaria de la Nasjonal Samling de Quisling. El líder de la organización fue Jonas Lie, y el segundo al mando fue Sverre Riisnæs. El número de miembros llegó a un máximo de aproximadamente 1,300 en 1944. Una gran parte de los miembros fueron reclutados de la policía, y alrededor del cincuenta por ciento prestó servicios en la Unión Soviética ocupada.[10][11]
- Dinamarca: el Cuerpo de Schalburg, las Germanische SS danesas, se formó el 2 de febrero de 1943. El 30 de marzo, el cuerpo pasó a llamarse Cuerpo de Schalburg. Durante el verano de 1943, su comandante fue Søren Kam.[12]

En Suiza también existía una organización clandestina nazi, conocida como la Germanische SS Schweiz. Tenía muy pocos miembros y las autoridades suizas lo consideraban simplemente un grupo nazi escindido.

## Después de la guerra
Después de la Segunda Guerra Mundial, muchos miembros de las SS Germánicas fueron juzgados en sus respectivos países por traición. Se llevaron a cabo juicios independientes de crímenes de guerra (fuera de la jurisdicción de los juicios de Nuremberg) en varios países europeos, como los Países Bajos, Noruega y Dinamarca.